# مهرغان بالا (حومة لنجة)
مهرغان بالا (بالفارسية: مهرگان بالا) هي قرية تقع في إيران في منطقة مركزية ريفية. يقدر عدد سكانها بـ 702 نسمة .